# Sam Waterston
Samuel Atkinson Waterston (Cambridge, 1940. november 15. –) Primetime Emmy-, Golden Globe- és Screen Actors Guild-díjas amerikai színész.

## Pályafutása
Színészi pályáját színpadi darabokban kezdte, az Abe Lincoln in Illinois (1993) című művel Tony-díjra jelölték, mint legjobb férfi főszereplőt.
A mozivásznon A nagy Gatsby című film mellékszereplőjeként szerzett Golden Globe-jelölést. Kritikai sikert aratott Sydney Schanberg amerikai újságíró megformálásával a Gyilkos mezők (1984) című filmdrámában. A következő évben esélyes lett a legjobb férfi főszereplőnek járó Oscar-díjra is, de azt végül F. Murray Abraham nyerte meg. Feltűnt Woody Allen több rendezésében: Vívódások (1978), Hannah és nővérei (1986), Szeptember (1987), Bűnök és vétkek (1989).
Egyéb, fontosabb filmszerepei közé tartozik az Ipi-apacs (1980), A mennyország kapuja (1980), a Holdember (1991), a Nixon (1995), a Miss Sloane (2016) és Az egyenjogú nem (2018).
A televízió képernyőjén Robert Oppenheimert, illetve Abraham Lincolnt formálta meg a BBC Oppenheimer (1980), valamint az NBC Lincoln (1988) című minisorozatában. Jack McCoy szerepében vált világhírűvé az Esküdt ellenségek című sorozatban (1994–2010, majd 2022–2024 között). A drámasorozattal Screen Actors Guild-díjat nyert, emellett Golden Globe- és Primetime Emmy-jelöléseket szerzett. 2012-től 2014-ig az HBO Híradósok című politikai drámasorozatának szereplője volt. Feltűnt még a Grace és Frankie (2015–2022), az Isten nélkül (2017) és A kibukott (2022) epizódjaiban is.

## Filmográfia

### Film
| Év   | Magyar cím                | Eredeti cím                      | Szerep                          | Magyar hang      |
| ---- | ------------------------- | -------------------------------- | ------------------------------- | ---------------- |
| 1965 |                           | The Plastic Dome of Norma Jean   | Andy                            |                  |
| 1967 |                           | Fitzwilly                        | Oliver                          |                  |
| 1969 |                           | Generation                       | Desmond                         |                  |
| 1969 |                           | Three                            | Taylor                          |                  |
| 1970 |                           | Cover Me Babe                    | Cameraman                       |                  |
| 1971 |                           | Who Killed Mary What's 'Er Name? | Alex                            |                  |
| 1972 |                           | Savages                          | James                           |                  |
| 1972 |                           | Mahoney's Last Stand             | Felix                           |                  |
| 1974 | A nagy Gatsby             | The Great Gatsby                 | Nick Carraway                   | Lux Ádám         |
| 1975 |                           | Rancho Deluxe                    | Cecil Colson                    |                  |
| 1975 |                           | Journey into Fear                | Mr. Graham                      |                  |
| 1976 |                           | Sweet Revenge                    | Le Clerq                        |                  |
| 1977 | Földi űrutazás            | Capricorn One                    | Peter Willis alezredes          | Végvári Tamás    |
| 1977 | Földi űrutazás            | Capricorn One                    | Peter Willis alezredes          | Pelsőczy László  |
| 1977 | Földi űrutazás            | Capricorn One                    | Peter Willis alezredes          | Lux Ádám         |
| 1978 | Vívódások                 | Interiors                        | Mike                            | Bordás János     |
| 1979 | Sasszárny                 | Eagle's Wing                     | White Bull                      | eredeti nyelven  |
| 1980 |                           | Sweet William                    | William                         |                  |
| 1980 | Ipi-apacs                 | Hopscotch                        | Joe Cutter                      | Szakácsi Sándor  |
| 1980 | Ipi-apacs                 | Hopscotch                        | Joe Cutter                      | Kálid Artúr      |
| 1980 | A mennyország kapuja      | Heaven's Gate                    | Frank Canton                    | N/A              |
| 1980 | A mennyország kapuja      | Heaven's Gate                    | Frank Canton                    | Kassai Károly    |
| 1984 | Gyilkos mezők             | The Killing Fields               | Sydney Schanberg                | Barbinek Péter   |
| 1985 | Gyilkos fertőzés          | Warning Sign                     | Cal Morse                       | Juhász György    |
| 1986 | Hannah és nővérei         | Hannah and Her Sisters           | David (stáblistán nem szerepel) | Dunai Tamás      |
| 1986 | Hannah és nővérei         | Hannah and Her Sisters           | David (stáblistán nem szerepel) | Rátóti Zoltán    |
| 1986 | A férfi, akit szeretünk   | Just Between Friends             | Harry Crandall                  |                  |
| 1986 |                           | Flagrant désir                   | Gerry Morrison felügyelő        |                  |
| 1987 |                           | Des Teufels Paradies             | Mr. Jones                       |                  |
| 1987 | Szeptember                | September                        | Peter                           | Rátóti Zoltán    |
| 1989 | Ha a forgószél hazarepít  | Welcome Home                     | Woody                           | Végvári Tamás    |
| 1989 | Bűnök és vétkek           | Crimes and Misdemeanors          | Ben                             | Háda János       |
| 1989 | Bűnök és vétkek           | Crimes and Misdemeanors          | Ben                             | Mihályi Győző    |
| 1990 | Szellemi barangolás       | Mindwalk                         | Jack Edwards                    | Szakácsi Sándor  |
| 1991 |                           | A Captive in the Land            | Rupert Royce                    |                  |
| 1991 | Holdember                 | The Man in the Moon              | Matthew Trant                   | Bezerédi Zoltán  |
| 1991 | Holdember                 | The Man in the Moon              | Matthew Trant                   | Háda János       |
| 1994 | Titkos gyilkos mama       | Serial Mom                       | Eugene Sutphin fogorvos         | Csankó Zoltán    |
| 1994 | Titkos gyilkos mama       | Serial Mom                       | Eugene Sutphin fogorvos         | Oberfrank Pál    |
| 1995 | August King utazása       | The Journey of August King       | Mooney Wright                   | Végh Péter       |
| 1995 | Nixon (rendezői változat) | Nixon                            | Richard Helms                   |                  |
| 1996 |                           | The Proprietor                   | Harry Bancroft                  |                  |
| 1997 | Árnyék-összeesküvés       | Shadow Conspiracy                | amerikai elnök                  | Sztarenki Pál    |
| 2003 | Válás francia módra       | Le Divorce                       | Chester Walker                  | Papp János       |
| 2003 |                           | The Commission                   | J. Lee Rankin                   |                  |
| 2014 |                           | Please Be Normal                 | apa                             |                  |
| 2015 | Anesztézia                | Anesthesia                       | Walter Zarrow professzor        |                  |
| 2016 | Miss Sloane               | Miss Sloane                      | George Dupont                   | Harsányi Gábor   |
| 2018 | Az egyenjogú nem          | On the Basis of Sex              | Erwin Griswold                  | Varga T. József  |
| 2024 | A 6888. zászlóalj         | The Six Triple Eight             | Franklin Roosevelt              | Borbiczki Ferenc |

### Televízió

#### Tévéfilm
| Év   | Magyar cím                        | Eredeti cím                                           | Szerep                  | Magyar hang     |
| ---- | --------------------------------- | ----------------------------------------------------- | ----------------------- | --------------- |
| 1973 |                                   | Much Ado About Nothing                                | Benedick                |                 |
| 1973 |                                   | The Glass Menagerie                                   | Tom Wingfield           |                 |
| 1974 |                                   | Reflections of Murder                                 | Michael Elliott         |                 |
| 1979 | Halálos véletlen                  | Friendly Fire                                         | C. D. B. Bryan          |                 |
| 1982 |                                   | Games Mother Never Taught You                         | David Bentells          |                 |
| 1983 |                                   | In Defense of Kids                                    | Paul Wilcox             |                 |
| 1983 | Dempsey – A szorító hőse          | Dempsey                                               | Doc Kearns              | Szombathy Gyula |
| 1983 | Dempsey – A szorító hőse          | Dempsey                                               | Doc Kearns              | Juhász Jácint   |
| 1984 | A troll és a kisfiú               | The Boy Who Loved Trolls                              | Ofoeti                  |                 |
| 1985 | Fel a fejjel, Finnegan!           | Finnegan Begin Again                                  | Paul Broadbent          | Trokán Péter    |
| 1985 | A szerelem tovább él              | Love Lives On                                         | Bernie                  |                 |
| 1986 |                                   | The Fifth Missile                                     | Allard Renslow százados |                 |
| 1987 |                                   | The Room Upstairs                                     | Travis Coles            |                 |
| 1988 |                                   | Terrorist on Trial: The United States vs. Salim Ajami | Jim Delmore             |                 |
| 1990 | Az öreg ház titka (A lámpás domb) | Lantern Hill                                          | Andrew Stuart           | Ujréti László   |
| 1993 |                                   | I’ll Fly Away: Then and Now                           | Forrest Bedford         |                 |
| 1994 |                                   | Assault at West Point                                 | Daniel Chamberlain      |                 |
| 1994 | David anyja                       | David's Mother                                        | John Nils               |                 |
| 1994 | Az ellenség közelében             | The Enemy Within                                      | William Foster elnök    | Harsányi Gábor  |
| 1998 |                                   | Miracle at Midnight                                   | Dr. Karl Koster         |                 |
| 1998 |                                   | Exiled: A Law & Order Movie                           | Jack McCoy              |                 |
| 2000 |                                   | A House Divided                                       | David Dickson           |                 |
| 2002 |                                   | The Matthew Shepard Story                             | Dennis Shepard          |                 |

#### Sorozat
| Év                   | Magyar cím                               | Eredeti cím                             | Szerep                              | Megjegyzések                                  |
| -------------------- | ---------------------------------------- | --------------------------------------- | ----------------------------------- | --------------------------------------------- |
| 1965                 |                                          | Dr. Kildare                             | Mark                                | 2 epizód                                      |
| 1967                 |                                          | N.Y.P.D                                 | Marco                               | 1 epizód                                      |
| 1980                 |                                          | Oppenheimer                             | Robert Oppenheimer                  | minisorozat (7 epizód)                        |
| 1982                 |                                          | Q.E.D.                                  | Quentin Everett Deverill professzor | 6 epizód                                      |
| 1982                 |                                          | Freedom to Speak                        | Theodore Roosevelt                  | minisorozat (12 epizód)                       |
| 1986                 |                                          | Amazing Stories                         | Jordan Manmouth                     | 1 epizód                                      |
| 1988                 |                                          | Lincoln                                 | Abraham Lincoln                     | minisorozat (2 epizód)                        |
| 1989                 |                                          | The Nightmare Years                     | William L. Shirer                   | minisorozat (4 epizód)                        |
| 1990                 | Az amerikai polgárháború története       | The Civil War                           | Abraham Lincoln (hangja)            | minisorozat (9 epizód)                        |
| 1991–1993            |                                          | I’ll Fly Away                           | Forrest Bedford                     | 38 epizód rendező (1 epizód)                  |
| 1992                 |                                          | Warburg: A Man of Influence             | Siegmund Warburg                    | minisorozat                                   |
| 1993                 | Mesék a kriptából                        | Tales from the Crypt                    | G. G. Devoe                         | 1 epizód                                      |
| 1994–2010; 2022–2024 | Esküdt ellenségek                        | Law & Order                             | Jack McCoy                          | 405 epizód                                    |
| 1997–1999            | Gyilkos utcák                            | Homicide: Life on the Street            | Jack McCoy                          | 2 epizód                                      |
| 2000                 | Family Guy                               | Family Guy                              | Dr. Bruce Kaplan (hangja)           | 2 epizód                                      |
| 2000–2018            | Esküdt ellenségek: Különleges ügyosztály | Law & Order: Special Victims Unit       | Jack McCoy                          | 4 epizód                                      |
| 2005                 | Esküdt ellenségek: Az utolsó szó jogán   | Law & Order: Trial by Jury              | Jack McCoy                          | 2 epizód                                      |
| 2007                 | A sci-fi mesterei                        | Masters of Science Fiction              | Robert Havelmann                    | - 1 epizód - magyar hangja: - Versényi László |
| 2009                 |                                          | The National Parks: America's Best Idea | narrátor (hangja)                   | minisorozat (2 epizód)                        |
| 2011                 |                                          | Prohibition                             | narrátor (hangja)                   | minisorozat (3 epizód)                        |
| 2012–2014            | Híradósok                                | The Newsroom                            | Charlie Skinner                     | 25 epizód                                     |
| 2013                 | Jo, a profi                              | Jo                                      | David Zifkin                        | minisorozat (1 epizód)                        |
| 2015–2022            | Grace és Frankie                         | Grace and Frankie                       | Sol Bergstein                       | főszereplő (94 epizód)                        |
| 2017                 | Isten nélkül                             | Godless                                 | John Cook marsall                   | minisorozat (2 epizód)                        |
| 2022                 | A kibukott                               | The Dropout                             | George Shultz                       | minisorozat (5 epizód)                        |

## Fordítás
- Ez a szócikk részben vagy egészben  a   Sam Waterston című angol Wikipédia-szócikk ezen változatának fordításán alapul.  Az eredeti cikk szerkesztőit annak laptörténete sorolja fel. Ez a jelzés csupán a megfogalmazás eredetét és a szerzői jogokat jelzi, nem szolgál a cikkben szereplő információk forrásmegjelöléseként.
- Ez a szócikk részben vagy egészben  a   Sam Waterston on screen and stage című angol Wikipédia-szócikk ezen változatának fordításán alapul.  Az eredeti cikk szerkesztőit annak laptörténete sorolja fel. Ez a jelzés csupán a megfogalmazás eredetét és a szerzői jogokat jelzi, nem szolgál a cikkben szereplő információk forrásmegjelöléseként.